# Naturdyrkan
Naturdyrkan eller naturkult, innebär ett helighållande av naturföremål, särskilt dyrkan av vissa slag eller arter. Naturdyrkan har liksom andra religionsformer sin ursprungliga grund i den primitiva åskådning, som kallas animism. Från denna ståndpunkt måste emellertid åtminstone ett mellanstadium till den egentliga naturkulten förutsättas, nämligen fetischismen. Genom ett mer eller mindre generaliserande av helighållandet av enskilda fetischartade naturföremål till en dyrkan av hela gruppen eller släktet av likartade föremål tas steget till egentlig naturdyrkan. Fast folk, som ännu inte börjat anlägga fasta boplatser, kommit fram till religionsformer som måste hänföras till naturdyrkan i vidsträckt bemärkelse, är det dock först hos de jordbrukande och boskapsskötande folken, som naturkulten nått sin egentliga karaktär. Odlaren kände sitt beroende av naturen innerligare än andra och sökte därför på religionens väg inverka på densamma. Hos de jordbrukande folken i såväl Gamla- som Nya världen utvecklade sig naturkulten till dyrkan av naturgudomligheter (demoner) och naturgudar (polyteism). Naturkultens huvudsakligaste arter är dyrkan av himlakropparna och naturfenomenen (jämför måndyrkan, soldyrkan, stjärndyrkan, åskgudar) samt vidare och företrädesvis dyrkan av källor, floder och sjöar (källkult), berg och stenar (stenkult), växter, särskilt träd (trädkult) och djur (djurkult). Bland dessa kategorier är det emellertid i regel endast vissa arter eller genom särskilda egendomligheter kännetecknade grupper, som helighålls, även om det ofta nog i sin tur bland dessa endast är vissa, genom storlek, ålder eller annan märkligare egenskap utmärkta individer, som dyrkas. Hos de jordbrukande folken utformade sig naturkulten, åtminstone i Europa, otvivelaktigt redan under den neolitiska tiden, till en med invecklade riter förbunden äringskult. Begreppet naturdyrkan i betydelse av en tillbedjan av naturen i dess helhet eller av ett naturens inre väsen tillhör i likhet med panteismen först framskridna kulturers spekulativa och poetiska känslovärld. 